# Éric Rohmer
Jean-Marie Maurice Scherer, més conegut com a Éric Rohmer (Tula, 21 de març de 1920 - París, 11 de gener del 2010), va ser un crític i director de cinema francès.

## Carrera al cinema
Els seus començaments en l'art es remunten a la dècada del 1940 quan inicia les seues activitats professionals en l'ensenyança de la literatura i en el periodisme gràfic; el 1946, i sota el pseudònim de Gilbert Cordier publica la seua única novel·la "Elizabeth". Durant eixos anys es convertix en assidu assistent a la Cinemateca francesa i adopta el nom pel qual se'l va conèixer des d'allí, Eric Rohmer en referència a dos de les seues grans referències, el director de cine austrohongarès Erich von Stroheim i el novel·lista anglès Sax Rohmer, autor de la sèrie Fu-Manchú.
Com a crític de cinema destacà com a cap de redacció de la prestigiosa revista francesa Cahiers du cinema entre 1956 i 1963 junt amb qui va ser un dels seus grans mestres, André Bazin. El 1950, mentre filmava el seu primer curtmetratge, Journal d'un scélérat, va fundar junt amb Jean-Luc Godard i Jacques Rivette la revista de crítica cinematogràfica Gazette du Cinema, en eixa època també va travar una relació intel·lectual constant amb directors com Claude Chabrol, Alain Resnais i François Truffaut. En eixos anys, i junt amb Chabrol, van escriure el llibre Hithcock, els seus primers quaranta-quatre films. El Signe del Lleó, de 1959 és el seu primer llargmetratge, que va obtindre una bona recepció per part de la crítica però que no va ser tan ben rebut pel públic. El 1962, junt amb el director alemany Barbet Schroeder i a la productora Margaret Menegoz creen una empresa productora de pel·lícules anomenada Els Films du Losange, que fins a l'actualitat ha realitzat més de 80 pel·lícules.
El cinema d'Eric Rohmer es caracteritza per la seua simplicitat i agudesa intel·lectual, en climes de profunda empatia amb les localitzacions i amb aquells personatges que definixen el sentit moral de cada una de les seues històries. Probablement la separació de la seua carrera en tres grans etapes aporte claredat des dels temes i títols dels seus films a aquells que no hagen vist el seu cine. En la dècada del 1960 va començar la sèrie de films Six contes moraux (lit. "Sis contes morals"), on aborda una temàtica que travessa tota la seua carrera, la banalitat de la vida entorn de les paraules buides, les accions que duen a terme els individus per canals que desafien a la seua pròpia identitat i voluntat. Aquesta etapa està caracteritzada pels seus films d'amors i desamors, i per l'èmfasi en la paraula posada en boca dels seus personatges, no per a aportar informació, sinó per a definir les seues personalitats per mitjà de la xerrada quotidiana. Els "Sis contes morals" van ser concebuts originàriament com una novel·la, no obstant Rohmer va desistir de continuar escrivint quan va descobrir que algunes situacions podien definir-se per mitjà d'imatges i no de paraules. En referència a aquestes idees, Rohmer va declarar: " (...) jo no dic coses en les meues pel·lícules, jo mostre gent que parla i es mou com els paisatges, les cares, els gestos i els seus comportaments (...)".
El primer reconeixement al seu treball en un festival de cine va ser el 1967 quan La col·leccionista va integrar la nòmina de films en competència oficial del Festival Internacional de Cinema de Berlín i va obtindre dos distincions, una a Millor pel·lícula per a públic jove i el reconeixement del Premi especial del jurat. Tres anys més tard, el 1970 va ser nominat a l'Oscar a la millor pel·lícula de parla no anglesa pel seu llargmetratge Ma nuit chez Maud, premi que va obtindre Z, dirigida pel grec Costa-Gavras. L'any següent, el mateix film va ser nominat a Millor guió original, distinció que eixa vegada va quedar per a la pel·lícula bèl·lica Patton.
Entre el 1981 i el 1987, i després del seu èxit amb l'adaptació d'època La Marquise d'O... del 1976, va filmar una altra saga crida Comédies et proverbes (lit. "Comèdies i proverbis"), que compta amb set produccions entre les quals es destaca el seu film més personal i amb major èxit tant a nivell comercial amb artístic Le Rayon vert de 1986. Esta etapa està marcada per una posició més optimista, amb sabors que remeten a un cine post nouvelle vague, amb una amargor constant que finalitza en films esperançadors, on els personatges busquen arribar a un objectiu i eixa mateixa cerca esdevé el punt central de la mirada de Rohmer. Amb molts punts en comú amb "Comèdies i proverbis", el 1990 comença la seua última saga anomenada Contes des quatre saisons (lit. "Contes de les quatre estacions"), on s'interna des d'una època del calendari en històries de relacions humanes, on l'amor és el principal protagonista i l'engany, present de manera notable en els seus "Sis contes morals", li deixa el seu lloc a una sensació ambigua d'inseguretat i desig contingut no present els primers anys de la dècada del 1980.

## Personalitat
Rohmer va intentar treballar al llarg de 40 anys amb un tancat equip de treball, per la qual cosa va repetir col·laboradors, actors i tècnics. Entre ells pot destacar-se la delicada i sofisticada labor de Marie Rivière com a actriu en 9 de les seues produccions, el treball magnífic del català Néstor Almendros en la direcció de fotografia. Des que el 1992 Almendros va morir, Rohmer va començar a treballar amb la directora de fotografia Diane Baratier, amb qui va realitzar tots els seus treballs des d'eixe moment, dotant a films realitzats en format digital d'una profunditat i complexitat visual sorprenents. Mary Stephen va editar les últimes 9 produccions de Rohmer i Françoise Etchegaray va produir 7 de les seues últimes 10 pel·lícules. Mentre que l'actual presidenta d'Unifrance, Margaret Ménégoz va produir 11 films d'Eric Rohmer i Pascal Ribier va realitzar el so de tots els seus films de la dècada del 1990. Este punt és vital per a comprendre la personalitat del director francès, qui és introvertit, no dona entrevistes a la premsa perquè preferix caminar tranquil per París sense ser reconegut; tampoc assistix a lliuraments de premis o festivals de cinema. I és per açò que sol tindre un equip de treball inamovible, els mateixos col·laboradors i tècnics per anys, persones de la seua confiança, tant personal com professional. En aquest context, poc se sap de la seua vida privada, llevat que des de jove va estimar la naturalesa, la música clàssica, que utilitza sovint en les seues pel·lícules, la seua afició constant i molt devota al cristianisme i el seu conservadorisme polític són xicotets indicis en un personatge que només es dona a conèixer amb les seues pel·lícules.

## Filmografia
| - Journal d'un scélérat (1950) - Présentation ou Charlotte et son steak (1951) - Les Petites filles modèles (1952) - Bérénice (1954) - La Sonate à Kreutzer (1956) - Véronique et son cancre (1958) - Le Signe du Lion (1959) - La Carrière de Suzanne (1963) - La Boulangère de Monceau (1963) - Nadja à Paris (1964) - Paris vu par..., amb el segment "Place de l'Étoile" (1965) - Une étudiante d'aujourd'hui (1966) - Fermière à Montfauçon (1967) - La Collectionneuse (1967) - Ma nuit chez Maud (1969) - Le Genou de Claire (1970) - L'Amour l'après-midi (1972) | - La Marquise d'O... (1976) - Perceval le Gallois (1978) - La Femme de l'aviateur (1980) - Le Beau mariage (1982) - Pauline à la plage (1983) - Les Nuits de la pleine lune (1984) - Le Rayon vert (1986) - Quatre aventures de Reinette et Mirabelle (1987) - L'Ami de mon amie (1987) - Conte de primavera (Conte de printemps) (1990) - Conte d'hivern (Conte d'hiver) (1992) - L'Arbre, le maire et la médiathèque (1993) - Les Rendez-vous de Paris (1995) - Conte d'estiu (Conte d'été) (1996) - Conte de tardor (Conte d'automne) (1998) - L'Anglaise et le duc (2000) - Agent triple (Triple Agent) (2004) |